# اتحادیه آتالیا
اتحادیه آتالیا (به لاتین: Atalia Union) یک منطقهٔ مسکونی در بنگلادش است که در Dumuria Upazila واقع شده‌است.